# Daniel Amokachi
Daniel Amokachi (Kaduna, 1972. december 30. –) nigériai válogatott labdarúgó, edző.